# Gliese 687 b
Gliese 687 b, o GJ 687 b è un pianeta extrasolare che orbita attorno alla stella Gliese 687, una nana rossa  più piccola del Sole distante 14,7 anni luce dalla Terra.

## Caratteristiche
Gliese 687 b è gigante gassoso grande all'incirca quanto Urano e Nettuno, composto probabilmente, delle stesse sostanze chimiche, quali acqua e metano e con un grosso nucleo roccioso centrale. Si tratta di un gigante gassoso che orbita intorno alla sua stella in circa 38 giorni terrestri.
Nonostante sia relativamente vicino alla sua stella madre, il pianeta si trova nella zona abitabile di quest'ultima, poiché la luminosità della stella è molto minore di quella del Sole. Compie un'orbita quasi circolare, con piccole variazioni di eccentricità, e questo permetterebbe al pianeta di mantenere una temperatura e un clima costanti sulla sua superficie. La temperatura di equilibrio a quella distanza è di circa 262 kelvin, e se il pianeta avesse satelliti naturali abbastanza grandi (delle dimensioni di Marte o più) e di tipo roccioso, è possibile che su uno di essi si possa sviluppare la vita.